# Марескотти, Галеаццо
Галеаццо Марескотти (итал. Galeazzo Marescotti; 1 октября 1627, Виньянелло, Папская область — 3 июля 1726, Рим, Папская область) — итальянский куриальный кардинал, папский дипломат и доктор обоих прав. Асессор Верховной Священной Конгрегации Римской и Вселенской Инквизиции с 26 мая 1666 по 10 марта 1668. Титулярный архиепископ Коринфа с 27 февраля 1668 по 27 мая 1675. Апостольский нунций в Польше с 10 марта 1668 по 13 августа 1670. Апостольский нунций в Испании с 13 августа 1670 по 27 мая 1675. Епископ-архиепископ Тиволи с 4 сентября 1679 по 21 ноября 1685. Камерленго Священной Коллегии кардиналов с 3 марта 1687 по 17 мая 1688. Про-префект Священной конгрегации собора с 10 мая 1692 по декабрь 1695. Про-камерленго Святой Римской Церкви с 4 июля по 24 ноября 1698. Секретарь Верховной Священной Конгрегации Римской и Вселенской Инквизиции с 22 тюля 1700 по 1 января 1716. Кардинал-священник с 27 мая 1675, с титулом церкви Сан-Бернардо-алле-Терме с 23 марта 1676 по 21 сентября 1681. Кардинал-священник с титулом церкви Санти-Кирико-э-Джулитта с 21 сентября 1681 по 21 июня 1700. Кардинал-священник с титулом церкви Санта-Прасседе с 21 июня 1700 по 30 апреля 1708. Кардинал-священник с титулом церкви Сан-Лоренцо-ин-Лучина с 30 апреля 1708 по 3 июля 1726. Кардинал-протопресвитер с 8 апреля 1708 по 3 июля 1726.

## Биография
Галеаццо Марескотти получил степень доктора обоих прав, в 1650 году назначен апостольским протонотарием. 6 июля 1653 года рукоположён в дьякона, в 1655 стал докладчиком (референдарий) Апостольской сигнатуры, в 1661 году — губернатором Асколи. В 1662 году рукоположён в священника, в 1664 году стал инквизитором Мальты (это был период конфликта Святого Престола с Мальтийским орденом из-за подозрений в ереси). 26 мая 1666 года назначен асессором Верховной Священной Конгрегации Римской и Вселенской Инквизиции. 
27 февраля 1668 года был назначен титулярным архиепископом Коринфа, в том же году стал чрезвычайным папским легатом в Австрии, с 1668 по 1670 год был апостольским нунцием в Польше, а с 1670 по 1675 год возглавлял нунциатуру в Испании. По возвращении в Рим был 27 мая 1675 года рукоположён в кардинала и вновь вошёл в состав Верховной Священной Конгрегации Римской и Вселенской Инквизиции (с 1700 по 1716 год был её кардиналом-секретарём). 
С 1679 по 1685 год был архиепископом Тиволи ad personam, с 1692 года — кардиналом-протектором Конгрегации Кассино, а с 1698 года — Ордена бенедиктинцев.
C 4 июля по 24 ноября 1698 года был про-камерленго Католической церкви, 21 июня 1700 стал кардиналом-священником с титулом церкви Санта-Прасседе. Участник конклава 1700 года, избравшего Папу Климента XI, 30 апреля 1708 года стал кардиналом-священником с титулом церкви Сан-Лоренцо-ин-Лучина, в 1715 году в связи с преклонным возрастом ушёл в отставку со всех своих должностей, в конклавах 1721 и 1724 года не участвовал. Умер 3 июля 1726 года в своём римском дворце, похоронен в фамильном склепе в римской церкви Пресвятого Имени Иисусова.